# 埃朗库尔 (瓦兹省)
埃朗库尔（法語：Élencourt，法語發音：[elɑ̃kuʁ]）是法国瓦兹省的一个市镇，位于该省西部，属于博韦区。

## 地理
埃朗库尔（49°41'45"N, 1°53'42"E）面积1.34 平方千米，位于法国上法蘭西大區瓦兹省，该省份为法国北部内陆省份，北起索姆省，西接厄尔省和滨海塞纳省，南至塞纳-马恩省和瓦兹河谷省，东临埃纳省。
与埃朗库尔接壤的市镇（或旧市镇、城区）包括：达梅罗库尔、萨尔屈、萨尔努瓦、埃斯康。

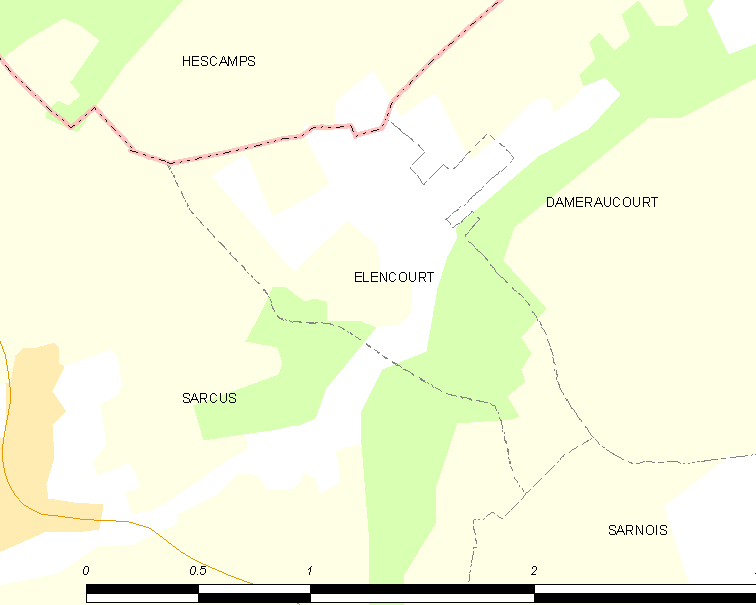
的OSM定位图

埃朗库尔的时区为UTC+01:00、UTC+02:00（夏令时）。

## 行政
埃朗库尔的邮政编码为60210，INSEE市镇编码为60205。

## 政治
埃朗库尔所属的省级选区为格朗维利耶县。

## 人口

1962-2008年间人口变化图示

埃朗库尔于2022年1月1日时的人口数量为49人。